# Happy Singles
Happy Singles is een Vlaamse sitcom over drie alleenstaande vrouwen van rond de dertig die samen een huis delen. Ze hebben het voortdurend over de tekortkomingen van mannen, maar kunnen hen toch niet missen. Deze reeks is geïnspireerd door de stijl van Friends, Sex and the City en S1NGLE.
De serie was op VTM te zien vanaf 6 april 2008. De productie van een tweede seizoen werd na vier afleveringen vroegtijdig stopgezet. Jaren later zijn deze nog steeds niet uitgezonden, maar wel online beschikbaar via iWatch.

## Hoofdacteurs
- Mieke Laureys: Elke Moreels
- Ann Van den Broeck: Ruth Van Den Abeele
- Katrien De Becker: Monica Beyers
- Carry Goossens: Jos Moreels
- Lut Hannes: Godelieve Moreels-Van Meervelde

## Gastacteurs

### Reeks 1
- Peter Michel: Eric
- Sam Wouters: Man
- Matteo Simoni: Nick
- Annemarie Picard: Greta
- Guy Van Sande: Hoofdredacteur
- Wim Stevens: Journalist
- Hans Van Cauwenberghe: Bruno Snijders
- Said Dnoub: Werkman
- Häni Chabraoui: Man
- Kristof Verhassel: Dokter Ken
- Nicky Langley: Mevrouw Daelemans
- Bart Dauwe: assistent van Laurent Vandevoorde
- Alex Wilequet: Oude man
- Jeroen Cannaerts: Man
- Magda Cnudde: Martha
- Gunter Reniers: Man
- Steven Wright: Daniël Craig
- Peter Van Asbroeck: William 'Willy' Keersmaecker
- Antoine Van De Auwera: Inspecteur Loridon
- Jakob Beks: Lucas Mercelis
- Nele Bauwens: Marianne
- Christophe Stienlet: Peter
- Dirk Van Vaerenbergh: Verkoper
- Peter Van De Velde: Patrick
- Jan Van Hecke: Homoseksueel
- Koen Onghena: Homoseksueel

### Reeks 2
- Louis Talpe: Valse pompbediende
- Serge Adriaensen: Eigenaar tankstation
- Britt Van der Borght: Aseksuele vrouw
- Frederik Huys: Agent
- Sven De Ridder: Charles De Greef
- Ivo Pauwels: Roger Moreels
- Machteld Ramoudt: Rita
- Marc Coessens: Notaris
- Viv Van Dingenen Suzanne
- Peter Thyssen: John
- Maarten Bosmans: Duivenmelker
- Nele Goossens: Onderbuurvrouw van Suzanne
- David Crocaerts: Koerier
- Wim Stevens: Journalist
- Jef Ravelinghien: Bart
- Pieter-Jan de Wyngaert: Zeno
- Johnny De Meyer: Fietser
- Ronnie Commissaris: Tandarts
- Ayesha Künzle: Vertegenwoordiger

## Verhaallijnen
Elke probeert een eigen praktijk uit te bouwen als seksuologe. Haar jeugdvriendin Ruth ambieert een carrière als journaliste, maar valt eerder op door haar grote mond dan door haar werklust. Aan Monica heeft Elke een dankbare en actieve cliënte: ze is rijk gescheiden en profiteert nu schaamteloos van haar nieuw verworven vrijheid. Samen wonen ze onder een dak in de Pallieterstad Lier.
Als tegengewicht voor het jonge geweld zijn er de ouders van Elke. Vader Jos heeft volledig door hoe de wereld in elkaar zit, maar waarom luistert niemand naar hem? Moeder Godelief knikt gedwee en doet dan haar eigen goesting.

## Afleveringen
|  | Titel                    | Eerste uitzending | Seizoen | Aflevering | Scenario           |
|  | ------------------------ | ----------------- | ------- | ---------- | ------------------ |
|  | Ca va                    | 6 april 2008      | 1       | 1          | Gerrie Van Rompaey |
|  | Geen orgasme, geld terug | 13 april 2008     | 1       | 2          | Gerrie Van Rompaey |
|  | Flash                    | 20 april 2008     | 1       | 3          | Gerrie Van Rompaey |
|  | Dokters                  | 27 april 2008     | 1       | 4          | Gerrie Van Rompaey |
|  | Sokken                   | 4 mei 2008        | 1       | 5          | Gerrie Van Rompaey |
|  | Home sweet home          | 11 mei 2008       | 1       | 6          | Gerrie Van Rompaey |
|  | Gestolen portefeuille    | 18 mei 2008       | 1       | 7          | Gerrie Van Rompaey |
|  | Oesterthee               | 25 mei 2008       | 1       | 8          | Gerrie Van Rompaey |
|  | Sigaar                   | 1 juni 2008       | 1       | 9          | Gerrie Van Rompaey |
|  | Theater                  | 8 juni 2008       | 1       | 10         | Gerrie Van Rompaey |
|  | Trouwjurk                | 15 juni 2008      | 1       | 11         | Gerrie Van Rompaey |
|  | Schoenen                 | 22 juni 2008      | 1       | 12         | Gerrie Van Rompaey |
|  | Parijs                   | 28 juni 2008      | 1       | 13         | Gerrie Van Rompaey |

|  | Titel             | Eerste uitzending        | Seizoen | Aflevering | Scenario           |
|  | ----------------- | ------------------------ | ------- | ---------- | ------------------ |
|  | Geen titel bekend | Enkel online te bekijken | 2       | 1          | Gerrie Van Rompaey |
|  | Geen titel bekend | Enkel online te bekijken | 2       | 2          | Gerrie Van Rompaey |
|  | Geen titel bekend | Enkel online te bekijken | 2       | 3          | Gerrie Van Rompaey |
|  | Geen titel bekend | Enkel online te bekijken | 2       | 4          | Gerrie Van Rompaey |